# トリウィア
トリウィア（ラテン語: Trivia）は、古代ローマにおけるヘカテー及びディアーナ（アルテミス）の形容語。ラテン語で「十字路の」を意味する。
ウェルギリウスによる『アエネーイス』の中ではディアーナを指す名前として登場している。その神殿はしばしば三叉路にあったといわれる。